# Rose o' Paradise
Rose o' Paradise er en amerikansk stumfilm fra 1918 af James Young.

## Medvirkende
- Bessie Barriscale - Virginia Singleton
- Howard C. Hickman - Lafe Grandoken
- David Hartford - Jordon Morse
- Norman Kerry - Theodore King
- Edythe Chapman - Peg Grandoken